# Chiesa di San Pietro in Gallicantu

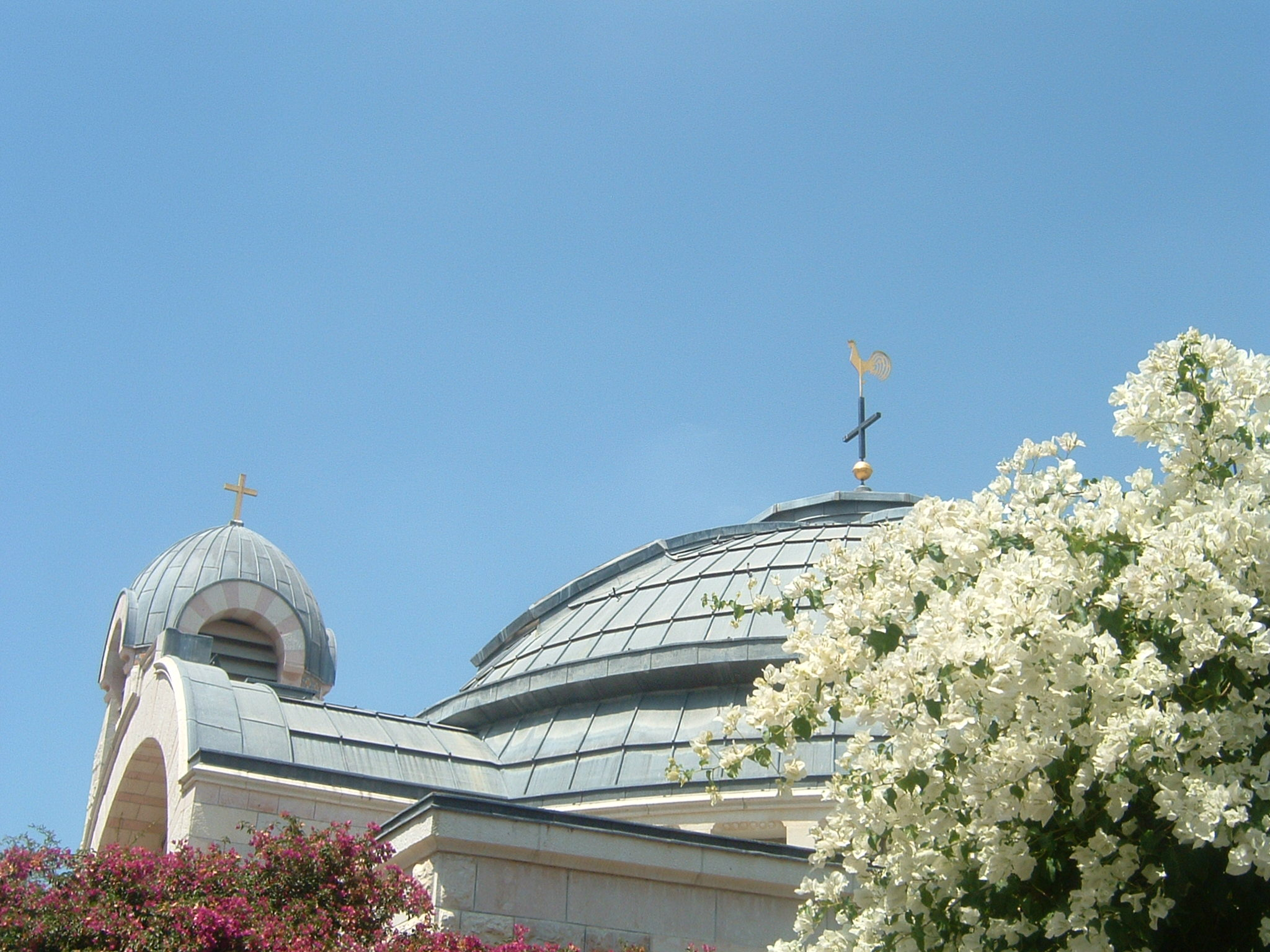
Tetto della chiesa di San Pietro in Gallicantu, si può vedere il galletto dorato

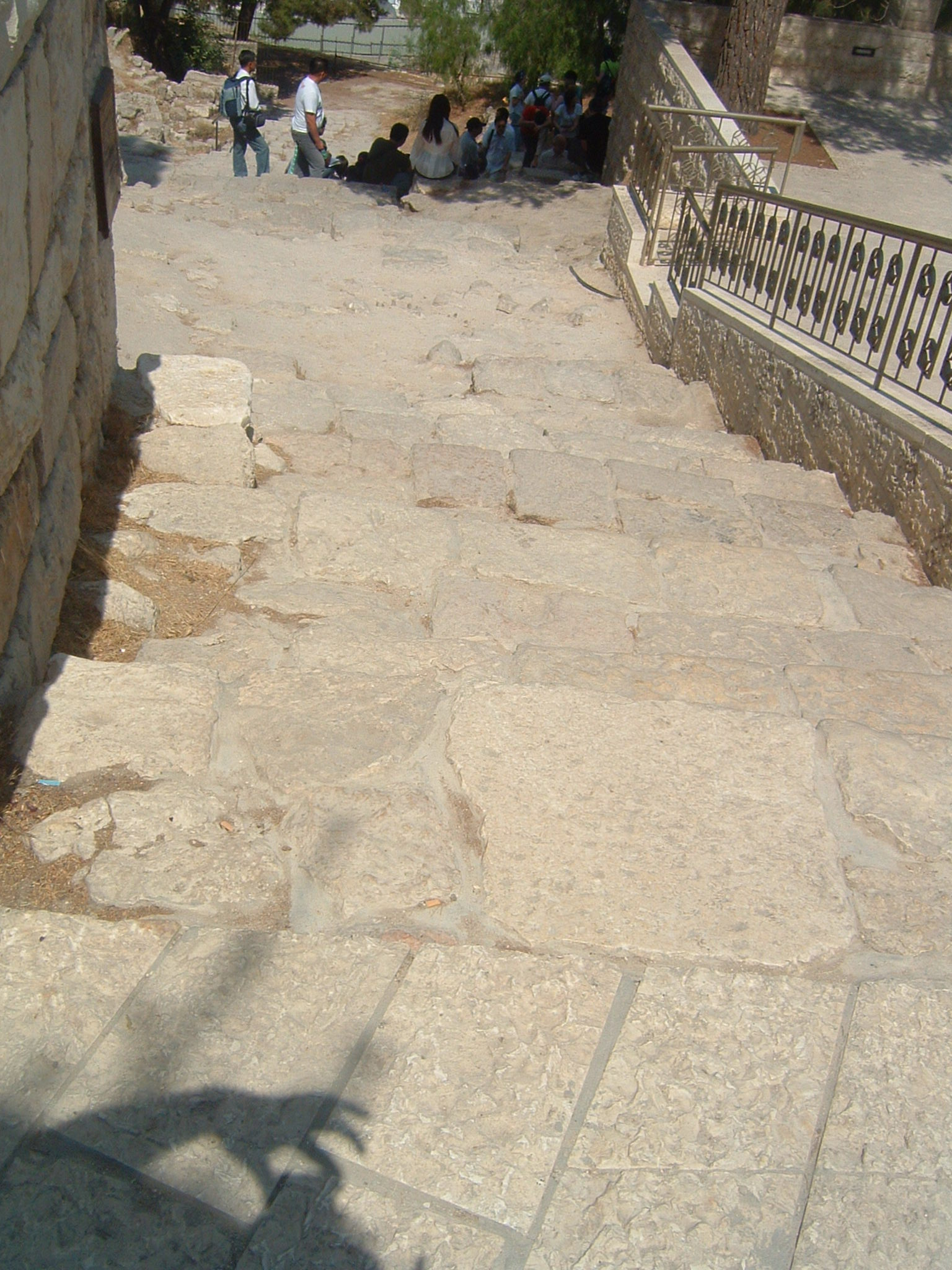
I resti della scalinata di periodo romano nei pressi della chiesa di San Pietro in Gallicantu

La chiesa di San Pietro in Gallicantu è un luogo di culto cattolico costruito nel 1931 sul versante orientale del monte Sion a Gerusalemme.
Il nome deriva dal ricordo dell'episodio evangelico del pianto di Pietro subito dopo aver sentito il gallo cantare (Vangelo secondo Luca 22,56-62), dopo aver negato per tre volte di conoscere Gesù, come Gesù stesso gli aveva preannunciato durante l'ultima cena  (Lc 22,34).

## Storia
Nel sito scavi archeologici compiuti nel 1888 da padri assunzionisti portarono alla luce le rovine di un monastero cristiano bizantino e una grotta nel sottosuolo. Il luogo è stato indicato da alcuni, e viene tuttora indicato ai turisti, come sede dove sorgeva il palazzo di Caifa, sommo sacerdote ai tempi di Gesù, e si crede che la grotta sia la cella usata per la detenzione di Gesù durante il suo processo. Nella grotta ci sono diverse immagini di croci che risalgono ai primi secoli del cristianesimo. Questa identificazione tuttavia non è sicura ed è rigettata dalla maggior parte degli studiosi, che in accordo con i resoconti pervenutici di antichi pellegrini collocano il palazzo di Caifa sul versante nord del monte Sion, poco distante dal cenacolo e dalla chiesa della dormizione di Maria.
Il monastero bizantino dedicato al pentimento di San Pietro, di cui sono stati ritrovati i resti fu costruito alla metà del V secolo e fu distrutto dalle invasioni arabe. La cappella fu ricostruita dai crociati che gli diedero il nome attuale, (in latino galli cantu significa il canto del gallo). Sul tetto della chiesa attuale c'è un gallo d'oro.

## La scalinata
A pochi metri dalla chiesa ci sono i resti di una scalinata risalente al periodo romano, forse uno dei pochi posti dove potrebbe essere passato davvero Gesù, recandosi dal luogo dell'ultima cena al Getsemani.